# Ljig
Ljig (serbocroata cirílico: Љиг) es un municipio y villa de Serbia perteneciente al distrito de Kolubara del oeste del país.
En 2011 tiene 12 730 habitantes, de los cuales 3226 viven en la villa y el resto en las 26 pedanías del municipio. La mayoría de la población se compone de serbios (12 145 habitantes), existiendo una importante minoría de gitanos (160 habitantes).
Se ubica unos 20 km al este de Valjevo.

## Pedanías
Junto con Ljig, pertenecen al municipio las siguientes pedanías:
- Ivanovci
- Kozelj
- Lalinci
- Veliševac
- Babajić
- Ba
- Kadina Luka
- Kalanjevci
- Jajčić
- Liplje
- Moravci
- Stavica
- Gukoš
- Milavac
- Brančić
- Poljanice
- Latković
- Slavkovica
- Paležnica
- Belanovica
- Bošnjanović
- Donji Banjani
- Dići
- Cvetanovac
- Živkovci
- Šutci